# Cletus Joseph Benjamin
Cletus Joseph Benjamin (* 2. Mai 1909 in Old Forge, Pennsylvania, USA; † 15. Mai 1961) war ein US-amerikanischer Geistlicher und Weihbischof in Philadelphia.

## Leben
Cletus Joseph Benjamin empfing am 8. Dezember 1935 das Sakrament der Priesterweihe.
Am 17. August 1960 ernannte ihn Papst Johannes XXIII. zum Titularbischof von Binda und zum Weihbischof in Philadelphia. Der Apostolische Delegat in den Vereinigten Staaten, Erzbischof Egidio Vagnozzi, spendete ihm am 22. Dezember desselben Jahres die Bischofsweihe; Mitkonsekratoren waren der Weihbischof in Philadelphia, Joseph Mark McShea, und der Bischof von Altoona-Johnstown, Joseph Carroll McCormick.